# Petrell cabussador de Magallanes
El petrell cabussador de Magallanes  (Pelecanoides magellani) és una espècie d'ocell de la família dels pelecanoidids (Pelecanoididae) que cria dins de caus a illes properes a Sud-amèrica a la regió de la Terra de Foc. Es dispersa a la llarga de les costes de Xile, Argentina i les illes Malvines.